# جون شامبيرس
جون شامبيرس (بالإنجليزية: John Chambers)‏ (7 أكتوبر 1949 ببرمنغهام في المملكة المتحدة - ) هو لاعب كرة قدم بريطاني في مركز الوسط. لعب مع أستون فيلا ونادي ساوثيند يونايتد وبرومزغروف روفرز ‏.